# Parafia św. Jana Chrzciciela w Wysokiem Mazowieckiem
Parafia pw. św. Jana Chrzciciela w Wysokiem Mazowieckiem – parafia należąca do dekanatu Wysokie Mazowieckie, diecezji łomżyńskiej, metropolii białostockiej. Jedna z dwóch parafii rzymskokatolickich na terenie miasta. Licząca ok. 8 tys. wiernych parafia św. Jana Chrzciciela jest siedzibą dekanatu wysokomazowieckiego, zaś jej proboszcz pełni funkcję dziekana. 

## Historia
Powstała w 1496 r. dzięki fundacji ówczesnego wielkiego księcia litewskiego Aleksandra Jagiellończyka oraz starosty drohickiego Jakuba Dowoyny.

## Miejsca święte
Kościół parafialny
Obecny kościół pod wezwaniem św. Jana Chrzciciela (murowany) zbudowany został w stylu eklektycznym w latach 1875-1881 dzięki staraniom ks. prob. Jana Dąbrowskiego. Konsekracji świątyni dokonał 1 czerwca 1925 r. biskup Romuald Jałbrzykowski. W latach 1994–1998 staraniem ks. prob. Edwarda Zambrzyckiego kościół został odnowiony. Gruntowny remont - odrestaurowanie przeprowadził ks. prał. Ryszard Niwiński.
Kościoły filialne i kaplice

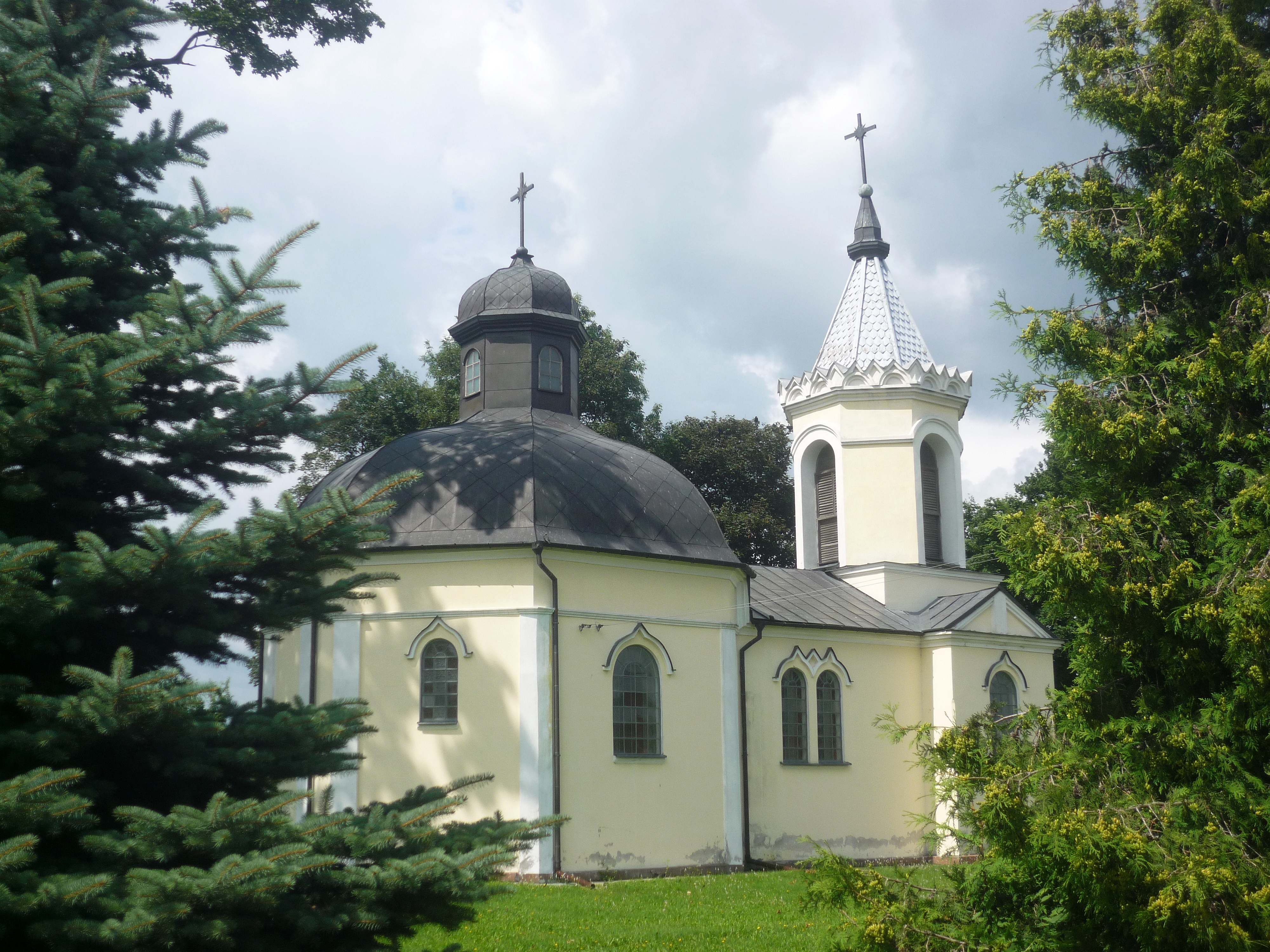
Dawna cerkiew unicka (z 1798 r.), następnie prawosławna, obecnie kościół katolicki pw. Narodzenia NMP

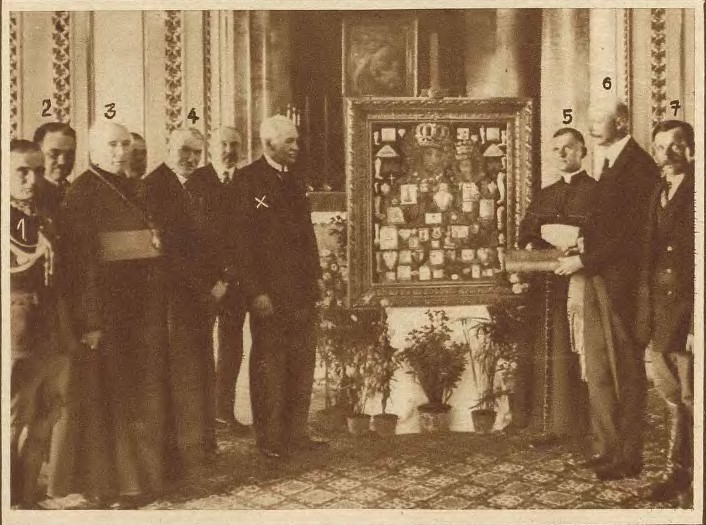
Dziekan ks. kan. Józef Rogiński (5) – Zamek Królewski w Warszawie, 23.05.1928 r.

W 1798 r. na miejscu drewnianej cerkwi prawosławnej, uposażonej w 1553 r. przez króla Zygmunta Augusta, zbudowano niewielką murowaną świątynię na planie ośmioboku. Modlili się w niej miejscowi unici. Po skasowaniu unii brzeskiej przez cara w 1875 r., unitów wraz z ich świątynią przepisano na prawosławie. Pod koniec XIX w. dokonano remontu cerkwi i dobudowano do niej prostokątną nawę z wieżą.
Podczas 1. wojny światowej Niemcy urządzili w świątyni magazyn zboża. Po wojnie budynek służył jako skład sprzętu strażackiego. W 1929 r. wyremontowano go i przekazano parafii rzymskokatolickiej pod wezwaniem św. Jana Chrzciciela. Nazwany przez mieszkańców małym kościółkiem, służył odtąd jako kościół filialny pod wezwaniem Narodzenia NMP. Obecnie ta późnobarokowa świątynia jest najstarszym budynkiem murowanym w mieście.
Dawniej posiadane lub użytkowane przez parafię świątynie
W dotychczasowej historii wysokomazowieckiej parafii św. Jana Chrzciciela istniało kilka kościołów drewnianych. Pierwszy drewniany kościół spłonął w 1657 r. (podczas potopu szwedzkiego), podobnie drugi w 1772 r. Ostatni z nich, zbudowany w II poł. XVIII w., służył miejscowym wiernym do czasu wybudowania kościoła murowanego. Świątynia została wspomniana m.in. w Encyklopedii Orgelbranda:

Kościół parafialny tutejszy erygowany w r. 1496 i uposażony przez Zygmunta Augusta w r. 1546, po spaleniu się teraźniejszy wystawił w r. 1773 drewniany, Jan Potocki, starosta tłomacki.

Cmentarze
W pobliżu kościoła zlokalizowany jest parafialny cmentarz grzebalny, o powierzchni 3 ha. Obecnie istnieje możliwość skorzystania z wyszukiwarki osób zmarłych, pochowanych na tym cmentarzu.

## Inne budowle parafialne
Plebania
Znajdująca się przy kościele murowana plebania, wybudowana została w 1984 r. dzięki staraniom ks. prob. Władysława Kozikowskiego. 

## Obszar parafii
W 1995 r. wydzielono część terytorium parafii, tworząc nową parafię - pod wezwaniem św. św. Apostołów Piotra i Pawła.
W granicach parafii znajdują się miejscowości:

- Brok,
- Bryki,
- Buczyno-Mikosy,
- Gołasze-Puszcza,
- Gromki,
- Michałki,
- Mścichy,
- Osipy-Kolonia
- Osipy-Lepertowizna,
- Nowe Osipy,
- Stare Osipy,
- Osipy-Wandzin,
- Osipy-Wydziory Pierwsze,
- Osipy-Wydziory Drugie,
- Osipy-Zakrzewizna,
- Wiśniówek,
- Wróble,
- Zawrocie-Nowiny.

oraz ulice Wysokiego Mazowieckiego:

- Akacjowa,
- Armii Krajowej,
- Bema,
- Białostocka,
- Chopina,
- Cicha,
- Dąbrowskiej,
- Długa,
- Dolna,
- Jagiellońska,
- Kard. Stefana Wyszyńskiego,
- Konopnickiej,
- Kościelna,
- Kościuszki,
- Kwiatowa,
- Ludowa,
- 1 Maja,
- Mystkowska,
- Niemcewicza,
- Nowa,
- Obrońców Miasta,
- Ogrodowa,
- Plac Odrodzenia,
- Podlaska,
- Przechodnia,
- Rynek Piłsudskiego,
- Skłodowskiej,
- Słowackiego,
- Sobieskiego,
- Tuwima,
- 1000-lecia,
- Warszawska,
- Zambrowska,
- Żwirki i Wigury,
- Żeromskiego.

## Proboszczowie
Proboszczowie posługujący w parafii (od roku 1506): 

- ks. Maciej (1506)
- ks. Marcin (1516)
- ks. Stanisław Gutowski (przed 1542-1545)
- ks. Marcin de Golinino albo Goliński (1545-1572, 1552)
- ks. Tomasz Łąkocki (1572-po 1602)
- ks. Baltazar Gołębiewski (przed 1604-1620)
- ks. Piotr Grochowski (tymczasowo 1620)
- ks. Wawrzyniec Szulborski (1620-1625)
- ks. Adrian Korzeniowski (tymczasowo 1625)
- ks. Andrzej Olbięcki (1625-1632)
- ks. Jakub Jasiński (1633-1657)
- ks. Szymon Piotr Wnorowski (1658-po 1663)[5]
- ks. Jan Samuel Uścieński (od 1665 a może i wcześniej do 1681)
- ks. Stanisław Jastrzębski (1681-1685)
- ks. Sylwester  Jan Cierlicki (1685-1701)
- ks. Stefan Obidziński (1701-1721)
- ks. Fabian Pruszyński (1721-1747)
- ks. Wojciech Opacki (1747-1757)
- ks. Anzelm Mościcki (1757-1783)
- ks. Symeon Czarnowski (1783-1794)
- ks. Kazimierz Michał Dzierzek (1794-1802)
- ks. Antoni Markowski (Markiewicz) (1802-1823)
- ks. Józef Gąsowski (1823-1846)
- ks. Jan Dąbrowski (19.12.1846-1888), zm. 31.01.1888
- ks. Barnaba Mystkowski (1888-1891), zm. 25.05.1891
- ks. Marcin Dyczpinigaitis (Dyczpinicajtis) (1891-1907), zm. 21.12.1907
- ks. Andrzej Pęski (1908-1910)
- ks. Witold Wojno (1910-1917), zm. 1917
- ks. Bolesław Gumowski (1917-1919)
- ks. Michał Myszczyński (1919-1921)
- ks. Aleksander Misiewicz (1921-1924)
- ks. Saturnin Rostkowski (1924-1926)
- ks. Józef Rogiński (6.04.1926-1935)[6] zm. 27.02.1940  Obóz koncentracyjny w Działdowie
- ks. Kazimierz Grunwald (1935-1953), zm. 3.07.1981
- ks. Józef Roszkowski (1953-1969), zm. 15.06.1969
- ks. Telesfor Podbielski (1969-1976), zm. 17.02.1976
- ks. Władysław Kozikowski (1976-1993)
- ks. Edward Zambrzycki (1993-2009)
- ks. Ryszard Niwiński (2009-2025)
- ks. Paweł Sobotka (od 2025)

## Działalność parafialna
Księgi metrykalne i inne akta
Według spisu z 25 maja 1924 r. w kościele znajdowało się 97 ksiąg metrykalnych a także kopie dokumentów kościoła w Wysokiem Mazowieckiem: 
- 1496 r. przez Króla Aleksandra wydany przywilej na fundusz kościoła w Wysokiem
- 1552 r. przez Króla Zygmunta potwierdzający też fundacje, wydany przywilej
- 1566 r. przez Zygmunta Augusta Króla Polskiego, Wielkiego Księstwa Litewskiego Pana Dziedzicznego wydany, podobnież powyższą fundacje potwierdzający przywilej
- 1577 r. w Czarnowczycach przez J.J. O.O. Książąt Radziwiłłów Miasta Wysokiego Mazowieckiego powyższem przywilejami uposażone przeistoczone zostało[7].

Organiści
- Idzi Zienkiewicz (1832)
- Michał Moczydłowski (1874)
- Stanisław Zienkiewicz (3.05.1919), zm. 1958
- Witold Zienkiewicz zm. 1976
- Józef Sakowicz (do 31.07.2016)
- Mateusz Czechowski (do 31.07.2018)
- Łukasz Sienkiewicz (do 31.07.2021)

## Galeria fotograficzna

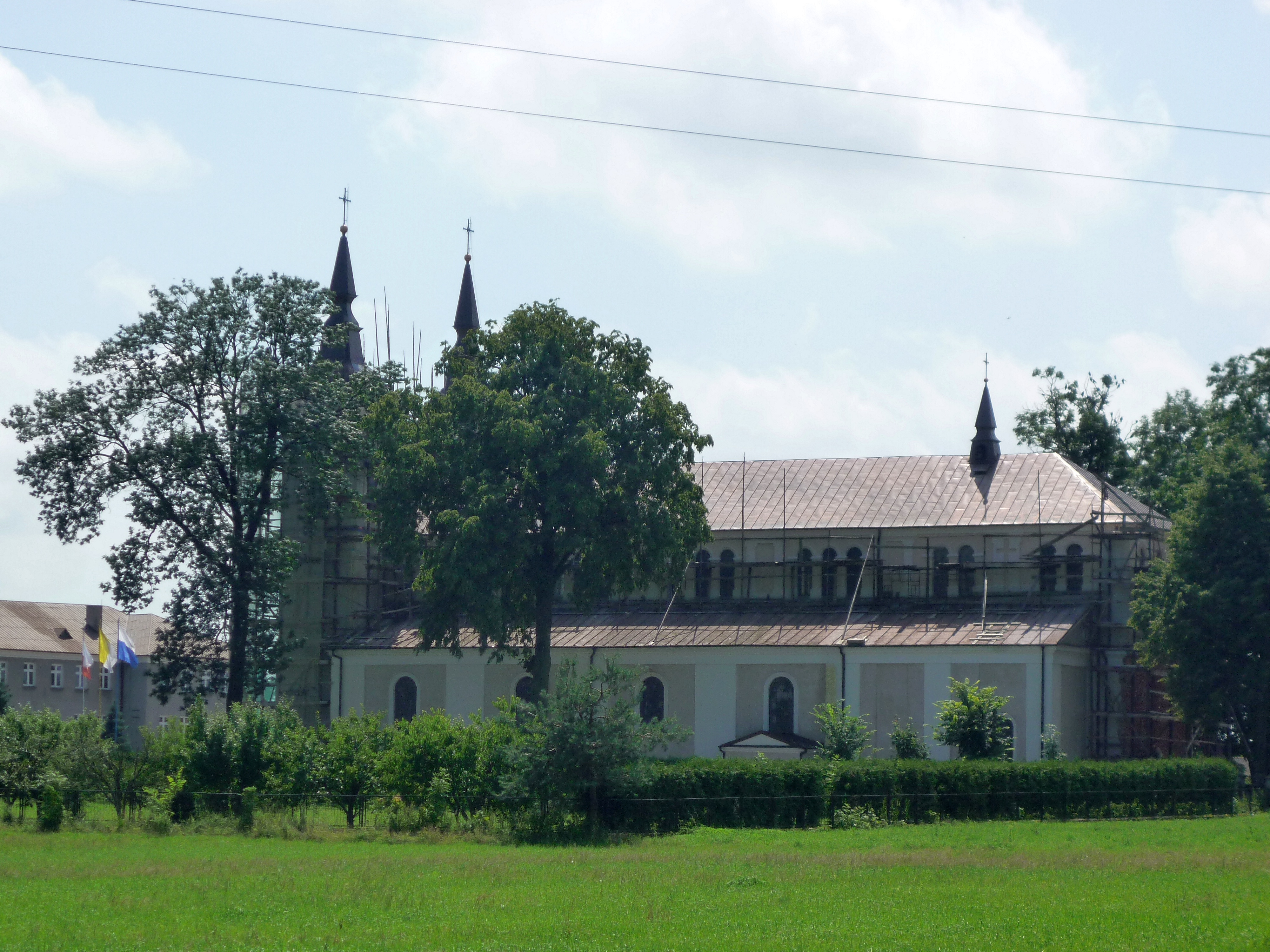
Widok kościoła od strony wschodniej
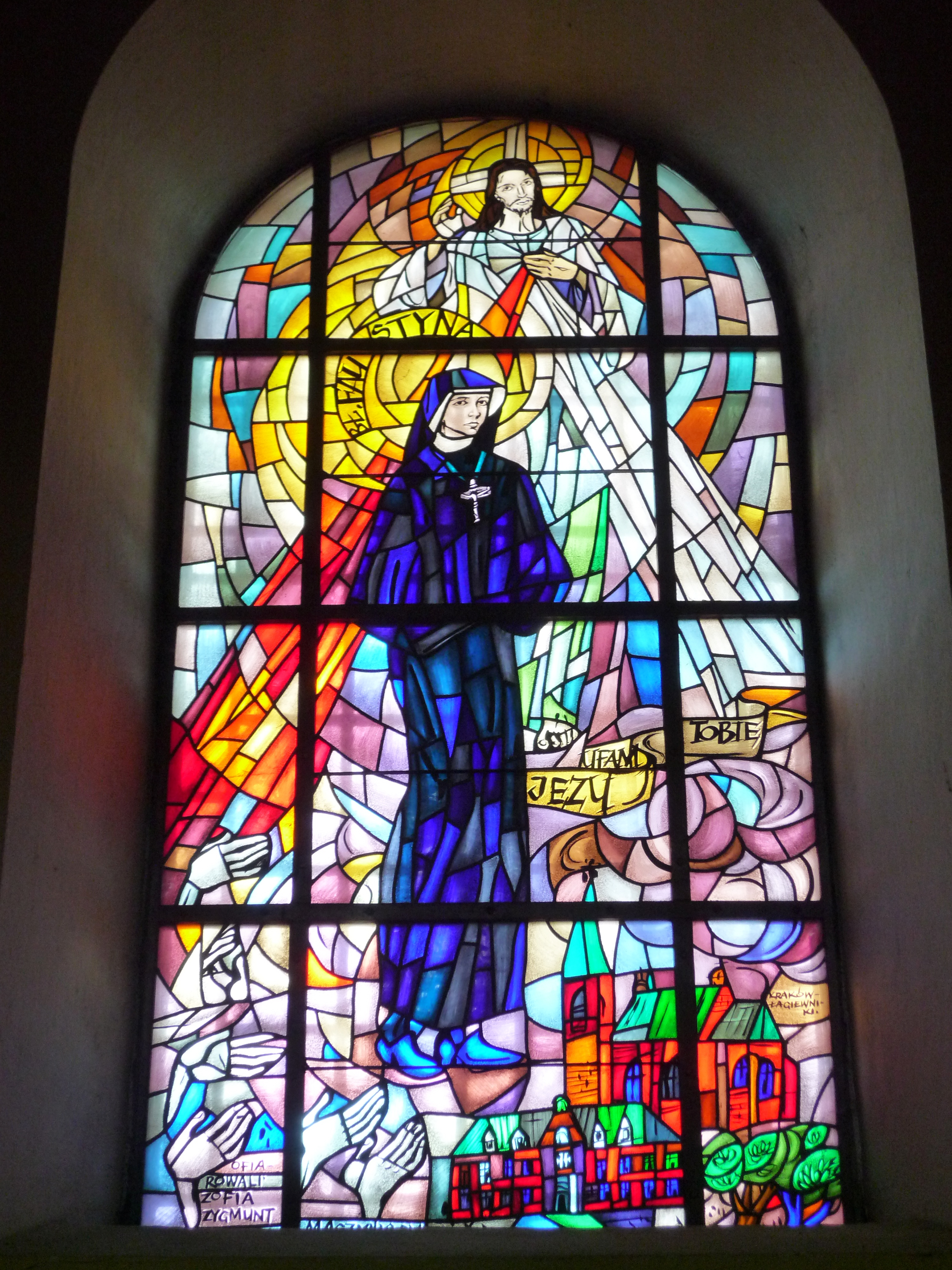
Jeden z witraży kościoła
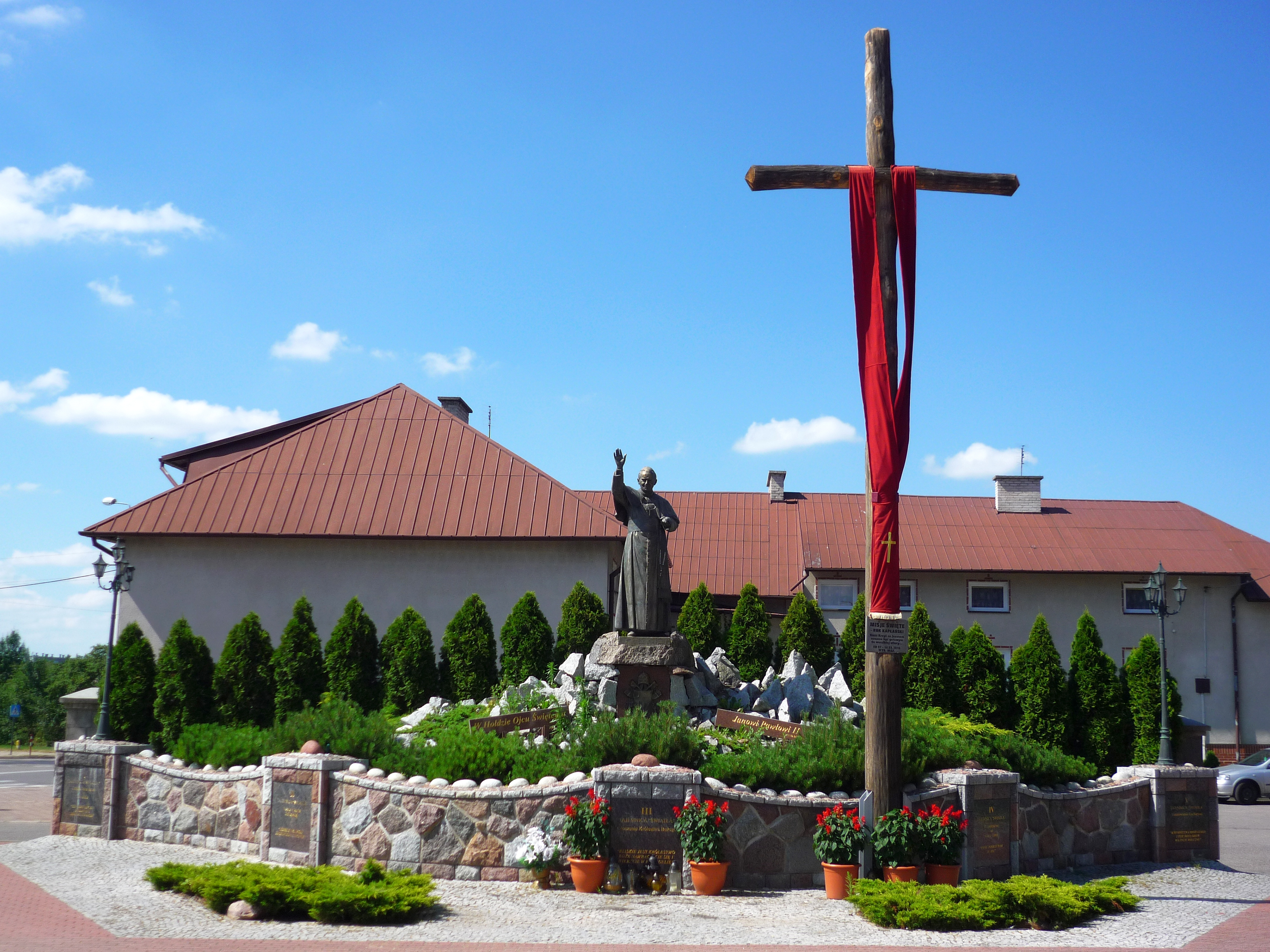
Pomnik Jana Pawła II na placu przed kościołem
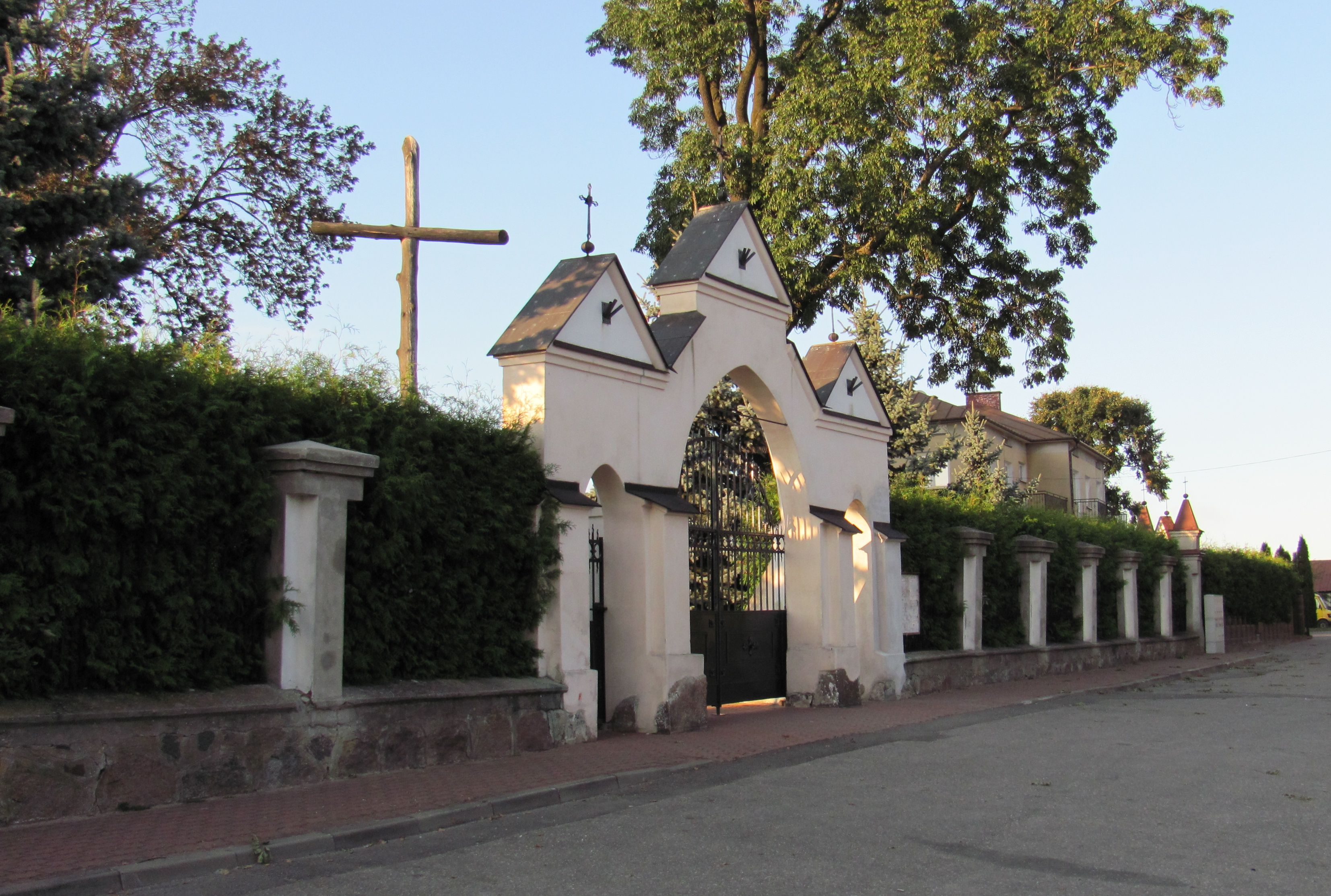
Zabytkowe ogrodzenie i brama kościelna
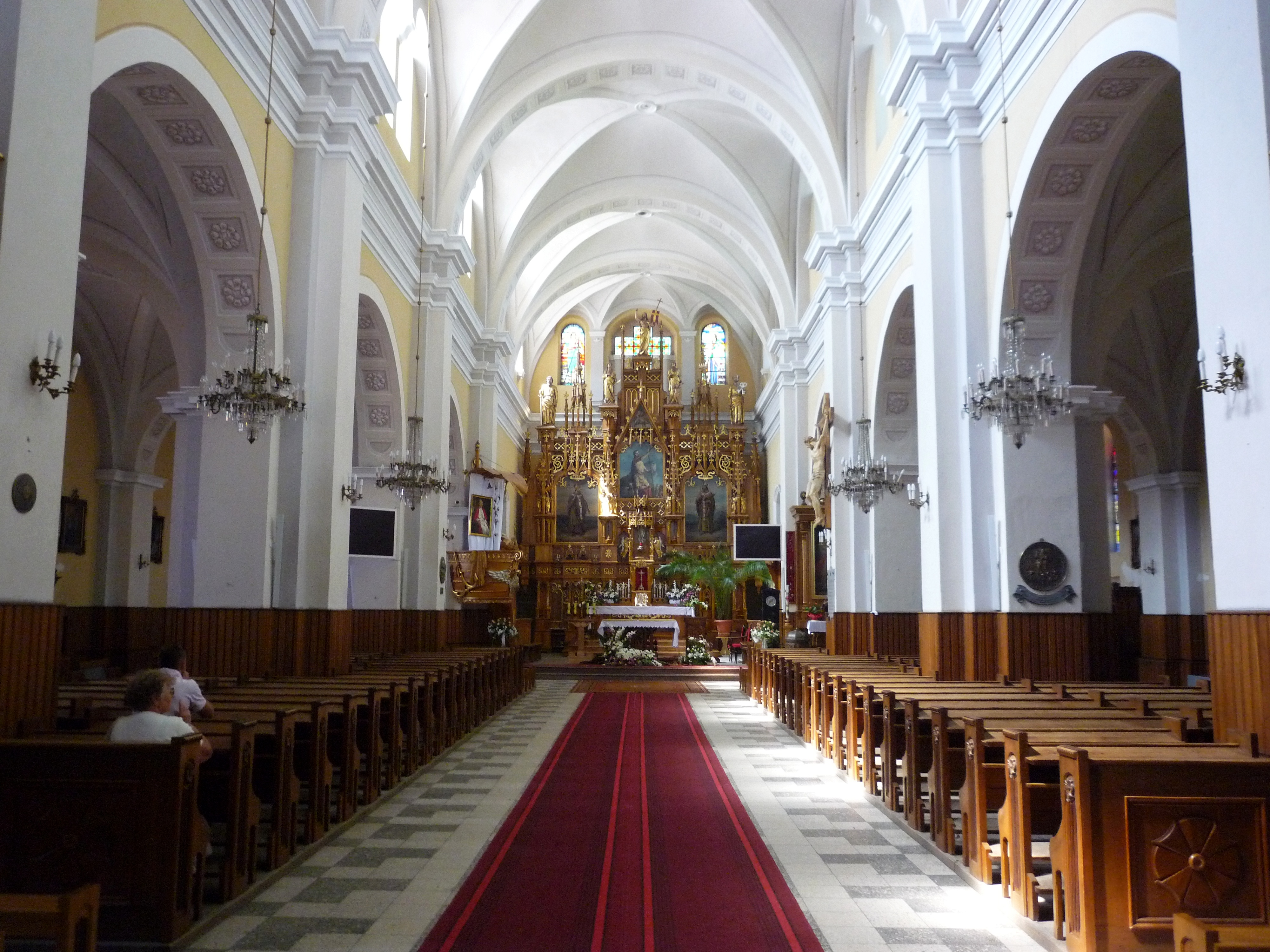
Wnętrze kościoła widok ku prezbiterium - 2011 r.